# Corazón puro (canción)
«Corazón puro» es una canción del cantante español de hip hop RVFV en colaboración con el trapero español Morad junto al cantante de hip hop y productor musical Rels B, lanzado el 23 de enero de 2025 a través de su discográfica NASTU Music distribuida por Sony Music.

## Antecedentes y composición
RVFV anunció en sus propias redes que la canción se lanzaría el jueves a las 20:00 de la tarde. Tiempo después, contactó por WhatsApp a Rels B y a Morad y les avisó para una nueva colaboración juntos. Un día después, compuso la canción él solo con Morad y Rels B, ellos tres solitos. Más tarde, produjo la canción junto a Pablo Más (su productor) Voluptyk y BLATT. El 20 de enero antes de su lanzamiento, publicó en Instagram: "Ya sabéis que tenemos a un par de colegas en este lanzamiento, adivinen". Corazón puro habla de como mantener una importancia de un puro amor en estar en un lleno mundo de entretenimiento y distracción, destacando también valores, respeto, valentía y felicidad.

## Videoclip
El videoclip coincidió con el lanzado de la canción. Muestra a RVFV sobre un puerto, y a él con Rels B y Morad jugando a la PlayStation 5 un partido al FC25: París Saint-Germain vs Real Madrid en el estudio y charlando. También se puede ver algunas imágenes de concierto, y a RVFV firmando autógrafos en la calle, caminando con unos chavales y un chico arreglando un cable de casa, mostrando también un barrio.

## Posicionamiento en las listas
| Listas (2025)       | Mejor posición |
| ------------------- | -------------- |
| España (PROMUSICAE) | 9              |

## Certificaciones
| País   | Organismo certificador | Certificación | Ventas certificadas | Ref.  |
| ------ | ---------------------- | ------------- | ------------------- | ----- |
| España | PROMUSICAE             | Oro           | 30 000              | [ 7 ] |